# هاري دل ريوس
هاري دل ريوس (بالإنجليزية: Harry Del Rios)‏ هو مصارع محترف أمريكي، ولد في 17 سبتمبر 1973 في نيويورك في الولايات المتحدة.

## روابط خارجية
- هاري دل ريوس على موقع CageMatch worker (الإنجليزية)